# Gerardo Pelusso
Gerardo Cono Pelusso Boyrie (ur. 25 lutego 1954 we Floridzie) – urugwajski piłkarz występujący na pozycji obrońcy, reprezentant Urugwaju, trener piłkarski.
Pelusso rozpoczynał swoją karierę piłkarską w zespole Club Nacional de Football z siedzibą w stołecznym mieście Montevideo. Już jako szesnastolatek został włączony do pierwszego zespołu i w sezonie 1970 wywalczył z nim mistrzostwo Urugwaju. Sukces ten powtórzył również rok później, podczas rozgrywek 1971, triumfując także wówczas w Copa Libertadores. W 1972 roku przeniósł się do znacznie niżej notowanego Colón FC, gdzie spędził kolejne kilka miesięcy, natomiast w 1975 roku, jako zawodnik urugwajskiego Liverpool FC zajął trzecie miejsce w lidze.
W 1976 roku Pelusso przeniósł się do meksykańskiego Atlético Potosino, którego barwy reprezentował przez rok bez większych sukcesów, po czym wyjechał do Ekwadoru. Tam spędził resztę piłkarskiej kariery w klubach Deportivo Quito, LDU Quito i CS Emelec, jednak z żadnym z nich nie zdołał odnieść żadnych osiągnięć. W latach 1975–1976 był członkiem reprezentacji Urugwaju. Profesjonalną grę w piłkę zakończył w wieku zaledwie 28 lat z powodu kontuzji.
Zaraz po zakończeniu kariery Pelusso ukończył kurs trenerski w mieście Quito, a jego pierwszym miejscem pracy w roli szkoleniowca został CS Emelec z siedzibą w Guayaquil. W 1985 roku powrócił do ojczyzny, obejmując drużynę Atlético Florida ze swojego rodzinnego miasta, którą prowadził przez kolejne trzy lata w lidze regionalnej. W latach 1988–1990 był selekcjonerem reprezentacji departamentu Florida, doprowadzając ją do mistrzostwa kraju na tym szczeblu rozgrywek. Podczas sezonu 1991 trenował kolejny klub, w którym grał już podczas kariery piłkarskiej – Liverpool FC z Montevideo, zajmując z nim wówczas piąte miejsce w lidze urugwajskiej.
W sezonie 1992 Pelusso był szkoleniowcem Club Atlético Quilmes ze swojej rodzinnej Floridy, zdobywając z nią tytuł mistrzowski na szczeblu rozgrywek regionalnych. W lipcu tego samego roku ukończył studia na kierunku trenerskim w Instituto Superior de Educación Física del Uruguay z Montevideo. W 1993 roku podpisał umowę ze stołecznym Cerro, z którym rok później zajął drugie miejsce w ligowej tabeli, natomiast w 1995 roku wystąpił w Copa Libertadores, odpadając już w fazie grupowej. W 1996 roku wyjechał do Chile, gdzie przez kolejne kilkanaście miesięcy pracował bez większych sukcesów w Deportes Iquique oraz Evertonie de Vina del Mar.
W 1999 roku Pelusso ponownie wrócił do Urugwaju, gdzie objął funkcję trenera drużyny Frontera Rivera i zdobył z nią tytuł regionalny – Campeón del Interior. Po tym sukcesie na krótko został opiekunem Racing Club de Montevideo, za to w 2001 roku podpisał kontrakt z ekwadorskim SD Aucas z siedzibą w mieście Quito. Wówczas także poprowadził ten zespół w rozgrywkach Copa Merconorte. Kolejnym przystankiem w jego karierze był klub Cerro, którego szkoleniowcem został już po raz drugi, jednak tym razem nie zanotował z nim żadnego większego osiągnięcia.
W 2004 roku Pelusso został trenerem stołecznego Danubio FC, z którym w tym samym sezonie najpierw zajął pierwsze miejsce w wiosennych rozgrywkach Apertura, aby już jesienią wywalczyć mistrzostwo Urugwaju, drugie w historii klubu. Triumfował również w Torneo Clasificatorio, dzięki czemu jego ekipa mogła wziąć udział w Copa Libertadores. Podczas pracy w Danubio został także odznaczony przez Urugwajski Komitet Olimpijski nagrodą dla najlepszego krajowego trenera w 2004 roku, jak również zwyciężył ze swoją drużyną w towarzyskich turniejach rozgrywanych we Włoszech – Catania i Maserata. Po odejściu z Danubio podjął pracę w peruwiańskiej Alianzie Lima, z którą podobnie jak w poprzednim klubie wygrał półroczne rozgrywki Apertura 2006, a kilka miesięcy później zdobył ogólnokrajowe mistrzostwo Peru. W tym samym roku został wybrany najlepszym szkoleniowcem ligi peruwiańskiej.
W 2007 roku Pelusso podpisał umowę z jednym z najbardziej utytułowanych klubów w Urugwaju, Club Nacional de Football, w którym rozpoczynał swoją piłkarską karierę. Z tym zespołem wywalczył tytuł mistrzowski w sezonie 2008/2009, zajął pierwsze miejsce podczas rozgrywek Apertura, a także triumfował w kilku turniejach towarzyskich i w Liguilla Pre-Libertadores. Dzięki temu jego drużyna mogła wziąć udział w Copa Libertadores 2009, gdzie po raz pierwszy od dwudziestu lat zdołała dotrzeć do półfinału. Rok później powtórzył ten sukces, tym razem w roli trenera Universidadu de Chile, dochodząc z ekipą z miasta Santiago do półfinału Copa Libertadores 2010.
W 2011 roku Pelusso został szkoleniowcem paragwajskiego Club Olimpia ze stołecznego Asunción. W jesiennym sezonie Clausura 2011 zdobył z nią mistrzostwo kraju, natomiast pół roku później, w rozgrywkach Apertura 2012 zanotował tytuł wicemistrzowski. Dzięki tym sukcesom, w lipcu 2012 zastąpił Francisco Arce na stanowisku selekcjonera reprezentacji Paragwaju. Poprowadził ją w dziesięciu spotkaniach, notując trzy zwycięstwa, dwa remisy i pięć porażek. Został zwolniony w czerwcu 2013 z powodu słabych wyników; zostawił kadrę na ostatnim, dziewiątym miejscu w południowoamerykańskich eliminacjach do Mistrzostw Świata 2014.